# Razzie Awards 1986
La 7ª edizione dei Razzie Awards si è svolta il 29 marzo 1987 al Roosevelt Hotel di Hollywood, per premiare i peggiori film dell'anno 1986. Le candidature erano state annunciate il giorno prima delle candidature ai Premi Oscar 1987.
Under the Cherry Moon è stato il film più premiato con cinque premi incluso quello di peggior film. Lo stesso film è stato pure il più nominato, con otto candidature, seguito da Howard e il destino del mondo con sette, Shanghai Surprise e Cobra con sei e Blue City con cinque candidature.

## Vincitori e candidati
Verranno di seguito indicati in grassetto i vincitori.
Ove ricorrente e disponibile, viene indicato il titolo in lingua italiana e quello in lingua originale tra parentesi.

### Peggior film
- Howard e il destino del mondo (Howard the Duck), regia di Willard Huyck
- Under the Cherry Moon, regia di Prince
- Blue City, regia di Michelle Manning
- Cobra, regia di George Pan Cosmatos
- Shanghai Surprise, regia di Jim Goddard

### Peggior attore
- Prince - Under the Cherry Moon
- Emilio Estevez - Brivido (Maximum Overdrive)
- Louis Gossett Jr. - Il tempio di fuoco (Firewalker)
- Sean Penn - Shanghai Surprise
- Sylvester Stallone - Cobra

### Peggior attrice
- Madonna - Shanghai Surprise
- Kim Basinger - 9 settimane e ½ (9½ Weeks)
- Joan Chen - Tai-Pan
- Brigitte Nielsen - Cobra
- Ally Sheedy - Blue City

### Peggior attore non protagonista
- Jerome Bentone - Under the Cherry Moon
- Peter O'Toole - Club Paradise
- Tim Robbins - Howard e il destino del mondo (Howard the Duck)
- Brian Thompson - Cobra
- Scott Wilson - Blue City

### Peggior attrice non protagonista
- Dom DeLuise - Luna di miele stregata (Haunted Honeymoon)
- Louise Fletcher - Invaders (Invaders from Mars)
- Zelda Rubinstein - Poltergeist II - L'altra dimensione (Poltergeist II: The Other Side)
- Beatrice Straight - Power - Potere (Power)
- Kristin Scott Thomas - Under the Cherry Moon

### Peggior regista
- Prince - Under the Cherry Moon
- Jim Goddard - Shanghai Surprise
- Willard Huyck - Howard e il destino del mondo (Howard the Duck)
- Stephen King - Brivido (Maximum Overdrive)
- J. Lee Thompson - Il tempio di fuoco (Firewalker)

### Peggior sceneggiatura
- Howard e il destino del mondo (Howard the Duck), scritto da Willard Huyck e Gloria Katz, basato su un personaggio della Marvel Comics creato da Steve Gerber
- Cobra, sceneggiato da Sylvester Stallone, basato sul romanzo Facile preda di Paula Gosling
- 9 settimane e ½ (9½ Weeks), sceneggiato da Patricia Knop, Zalman King e Sarah Kernochan, basato sul romanzo 9 settimane e ½ di Elizabeth McNeill
- Shanghai Surprise, sceneggiato da John Kohn e Robert Bentley, basato sul romanzo Shanghai Surprise (Faraday's Flowers) di Tony Kenrick
- Under the Cherry Moon, sceneggiato da Becky Johnston

### Peggior canzone originale
- Love or Money, scritta da Prince e dai The Revolution - Under the Cherry Moon
- Howard the Duck, scritta da Thomas Dolby, Allee Willis e George S. Clinton - Howard e il destino del mondo (Howard the Duck)
- I Do What I Do, scritta da Jonathan Elias, Nigel John Taylor e Michael Des Barres - 9 settimane e ½ (9½ Weeks)
- Life in a Looking Glass, musica di Henry Mancini, testo di Leslie Bricusse - Così è la vita! (That's Life!)
- Shanghai Surprise, scritta da George Harrison - Shanghai Surprise

### Peggior esordiente
- I sei ragazzi e ragazze nel costume da papero - Howard e il destino del mondo (Howard the Duck)
- Joan Chen - Tai-Pan
- Mitch Gaylord - Sogno americano (American Anthem)
- Kristin Scott Thomas - Under the Cherry Moon
- Brian Thompson - Cobra

### Peggiori effetti visivi
- Howard e il destino del mondo (Howard the Duck), effetti speciali della Industrial Light & Magic
- Invaders (Invaders from Mars), effetti speciali di John Dykstra, creature create da Stan Winston
- King Kong 2 (King Kong Lives), creature create da Carlo Rambaldi

### Premio alla carriera
- Bruce lo squalo di gomma - Lo squalo (Jaws), Lo squalo 2 (Jaws 2) e Lo squalo 3 (Jaws 3-D)

## Statistiche vittorie/candidature
Premi vinti/candidature:
- 5/8 - Under the Cherry Moon
- 4/7 - Howard e il destino del mondo (Howard the Duck)
- 1/6 - Shanghai Surprise
- 1/1 - Luna di miele stregata (Haunted Honeymoon)
- 0/6 - Cobra
- 0/3 - Blue City
- 0/3 - 9 settimane e ½ (9½ Weeks)
- 0/2 - Brivido (Maximum Overdrive)
- 0/2 - Tai-Pan
- 0/2 - Invaders (Invaders from Mars)
- 0/2 - Il tempio di fuoco (Firewalker)
- 0/1 - Club Paradise
- 0/1 - Poltergeist II - L'altra dimensione (Poltergeist II: The Other Side)
- 0/1 - Power - Potere (Power)
- 0/1 - Così è la vita! (That's Life!)
- 0/1 - Sogno americano (American Anthem)
- 0/1 - King Kong 2 (King Kong Lives)